# Tamás Lódi
Tamás Lódi (2 settembre 1982) è un giocatore di calcio a 5 e allenatore di calcio a 5 ungherese.

## Carriera
Lódi ha giocato nei campionati ungherese e rumeno, legandosi in particolare al Győri ETO in cui ha militato per sei stagioni e mezzo. Giocatore simbolo dell'Ungheria per oltre un decennio, ha segnato 102 reti con la nazionale maggiore. Nel febbraio del 2016 Lódi ha annunciato il suo ritiro per assumere il ruolo di allenatore dell'Haladás salvo poi ritornare sui suoi passi, affiancando l'attività di giocatore alla direzione tecnica delle squadre.

## Palmarès
- Campionato ungherese: 7
Gödöllő: 2005-06, 2006-07
Győri ETO: 2009-10, 2010-11, 2011-12, 2012-13, 2014-15
- Coppa d'Ungheria: 8
Gödöllő: 2005-06, 2006-07
Győri ETO: 2009-10, 2010-11, 2012-13, 2013-14, 2014-15, 2015-16
- Campionato rumeno: 1
Székelyudvarhely: 2007-08